# امیلی کرافت
امیلی کرافت (انگلیسی: Emily Kraft؛ زادهٔ ۱۸ فوریهٔ ۲۰۰۲) بازیکن فوتبال اهل آلمان است.
از باشگاه‌هایی که در آن بازی کرده‌است می‌توان به باشگاه فوتبال آینتراخت فرانکفورت (زنان) اشاره کرد.
وی همچنین در تیم‌های ملی فوتبال Germany women's national youth football team#Germany women's national under-15 squad, Germany women's national youth football team#Germany women's national under-16 squad, Republic of Ireland women's national under-17 football team، و زنان جمهوری ایرلند بازی کرده‌است.